# 諾絲·威斯特
諾絲·威斯特（英語：North West，2013年6月15日—）是一位美國歌手和演員。作為卡戴珊家族的一員，她出演了她父親坎耶·韦斯特2014年单曲《Only One》的音乐影片，并与她的母亲金·卡戴珊一起在《与卡戴珊同行》中多次亮相。
2023年，她在《汪汪隊立大功：超級大電影》中为 Mini 配音，次年她在¥$的单曲《Talking / Once Again》中首次亮相，这首歌在Billboard Hot 100排行榜上进入前40名。她在好萊塢露天劇場的《狮子王》30周年纪念现场音乐会活动中表演了《I Just Can't Wait to Be King》。